# دوغلاس بي. راسموسن
دوغلاس بي. راسموسن (بالإنجليزية: Douglas B. Rasmussen)‏ هو فيلسوف أمريكي، ولد في 1948 في الولايات المتحدة.